# Don't Let Go (Wang Chung)
Don't Let Go is een nummer van de Britse band Wang Chung uit 1984. Het is de tweede single van hun tweede studioalbum Points on the Curve.
Het nummer niet zo'n grote hit als Dance Hall Days. In tegenstelling tot de voorganger werd "Don't Let Go" een flop in thuisland het Verenigd Koninkrijk, waar het de 81e positie behaalde. In Nederland was het succes slechts bescheiden te noemen met een 13e positie in de Tipparade, terwijl het in Vlaanderen wel kleine hit werd met een 18e positie in de Radio 2 Top 30.

## Tracklijst
- 7"

1. "Don't Let Go" – 3:24
2. "Ornamental Elephant" – 3:57

- 12"

1. "Don't Let Go" – 7:11
2. "Ornamental Elephant" – 3:57